# JetBlue
JetBlue Airways Corporation (NASDAQ: JBLU), thường được gọi là jetBlue, là một hãng hàng không chi phí thấp của Mỹ. Công ty có trụ sở tại khu phố Long Island City quận Queens thuộc quận của thành phố New York, với cơ sở chính tại Sân bay quốc tế John F. Kennedy. Hãng cũng duy trì một văn phòng công ty ở Cottonwood Heights, Utah.
Hãng chủ yếu phục vụ các điểm đến tại Hoa Kỳ, cùng với các chuyến bay đến vùng biển Caribbean, Bahamas, Bermuda, Barbados, Colombia, Costa Rica, Cộng hòa Dominica, Jamaica, Mexico, Peru và Puerto Rico. Tính đến tháng 10 năm 2013, JetBlue phục vụ 84 điểm đến tại 24 tiểu bang và 12 quốc gia trong vùng biển Caribbean, Nam Mỹ và Mỹ Latin.

## Thỏa thuận liên danh
- Aer Lingus
- American Airlines
- Cape Air
- Emirates
- JSX
- Hawaiian Airlines
- Icelandair
- Porter Airlines
- Seaborne Airlines
- Silver Airways
- South African Airways
- Qatar Airways
- Royal Air Maroc

## Đội bay
Tính đến tháng 10/2021:
| Máy bay            | Đang hoạt động | Đặt hàng | Hành khách | Hành khách | Hành khách | Hành khách | Ghi chú                          |
| Máy bay            | Đang hoạt động | Đặt hàng | M          | S          | C          | Tổng       | Ghi chú                          |
| ------------------ | -------------- | -------- | ---------- | ---------- | ---------- | ---------- | -------------------------------- |
| Airbus A220-300    | 6              | 64       | —          | 25         | 115        | 140        | Giao hàng từ năm 2020            |
| Airbus A320-200    | 130            | —        | —          | 42         | 108        | 150        |                                  |
| Airbus A320-200    | 130            | —        | —          | 42         | 120        | 162        |                                  |
| Airbus A321-200    | 63             | —        | —          | 42         | 158        | 200        |                                  |
| Airbus A321-200    | 63             | —        | 16         | 40         | 102        | 159        | Thiết kế cấu hình ghế Mint Suite |
| Airbus A321LR      | 3              | 10       | 24         | 24         | 90         | 138        | Giao hàng từ năm 2021            |
| Airbus A321neo ACF | 18             | 41       | —          | 42         | 158        | 200        |                                  |
| Airbus A321neo ACF | 18             | 41       | 16         | 42         | 102        | 160        | Thiết kế cấu hình ghế Mint Suite |
| Airbus A321XLR     | —              | 13       | TBA        | TBA        | TBA        | TBA        | Giao hàng từ năm 2023            |
| Embraer E190       | 60             | —        | —          | 16         | 84         | 100        | Dừng khai thác từ năm 2025.      |
| Tổng cộng          | 280            | 128      |            |            |            |            |                                  |

## Tai nạn và sự cố
- Ngày 21 tháng 9 năm 2005: Chuyến bay B6292 từ Sân bay Bob Hope ở Burbank đến Sân bay quốc tế John F. Kennedy đã thực hiện hạ cánh khẩn cấp tại Sân bay quốc tế Los Angeles sau sự cố của bộ phận hạ cánh ở mũi khi nó quay 90 độ. Máy bay hạ cánh sau khi giữ khoảng ba giờ để đốt cháy nhiên liệu và do đó máy bay nhẹ hơn. Máy bay dừng lại mà không gặp sự cố trên đường băng 25L, đường băng dài thứ hai tại LAX. Thiệt hại rõ ràng duy nhất đối với máy bay khi hạ cánh là bánh trước bị phá hủy gần như hình bán nguyệt và lốp xe; thanh chống hạ cánh phía trước được giữ. Không có ai bị thương.
- Ngày 27 tháng 3 năm 2012: Chuyến bay B6191 từ Sân bay quốc tế John F. Kennedy đến Sân bay quốc tế McCarran ở Las Vegas đã hạ cánh khẩn cấp xuống Sân bay Quốc tế Rick Husband Amarillo sau khi cơ trưởng Clayton Osbon, đã bị khóa ngoài buồng lái và bị hành khách khuất phục sau khi anh ta bắt đầu hành động thất thường và la hét về những kẻ khủng bố. Người ta tin rằng Osbon bị suy sụp tinh thần không rõ nguyên nhân, và được điều trị bởi Hệ thống chăm sóc sức khỏe Tây Bắc Texas. Không có trường hợp tử vong.
- Ngày 9 tháng 8 năm 2014: Chuyến bay B6704 từ Sân bay quốc tế Luis Muñoz Marín ở San Juan đến Sân bay quốc tế John F. Kennedy đã ngừng cất cánh sau khi một trong hai động cơ bốc cháy. Tất cả 186 hành khách đã được sơ tán khỏi máy bay. Hai phụ nữ bị thương nhẹ trong quá trình sơ tán.